# Petros Matheus dos Santos Araújo
Petros Matheus dos Santos Araújo (Juazeiro, Brasil, 29 de mayo de 1989), conocido simplemente como Petros, es un futbolista brasileño. Juega como centrocampista en el Al-Okhdood Club de Arabia Saudita.

## Estadísticas
| Club                | Temp.         | Liga  | Liga  | Copa  | Copa  | Copa internacional | Copa internacional | Otros | Otros | Total | Total |
| Club                | Temp.         | Part. | Goles | Part. | Goles | Part.              | Goles              | Part. | Goles | Part. | Goles |
| ------------------- | ------------- | ----- | ----- | ----- | ----- | ------------------ | ------------------ | ----- | ----- | ----- | ----- |
| Democrata SL        | 2008          | —     | —     | —     | —     | —                  | —                  | ?     | 9     | ?     | 9     |
| Rio Branco-ES       | 2009          | —     | —     | —     | —     | —                  | —                  | 14    | 4     | 14    | 4     |
| Fluminense de Feira | 2010          | 3     | 0     | —     | —     | —                  | —                  | 15    | 0     | 18    | 0     |
| Fluminense de Feira | 2011          | 0     | 0     | —     | —     | —                  | —                  | 15    | 2     | 15    | 2     |
| Fluminense de Feira | Total         | 3     | 0     | —     | —     | —                  | —                  | 30    | 2     | 33    | 2     |
| Boa Esporte         | 2012          | 31    | 4     | —     | —     | —                  | —                  | 2     | 0     | 33    | 4     |
| Boa Esporte         | 2013          | 31    | 0     | 2     | 0     | —                  | —                  | 4     | 0     | 37    | 0     |
| Boa Esporte         | Total         | 62    | 4     | 2     | 0     | —                  | —                  | 6     | 0     | 70    | 4     |
| Penapolense         | 2014          | —     | —     | —     | —     | —                  | —                  | 14    | 1     | 14    | 1     |
| Corinthians         | 2014          | 28    | 2     | 6     | 0     | —                  | —                  | —     | —     | 34    | 2     |
| Corinthians         | 2015          | 8     | 0     | 0     | 0     | 3                  | 0                  | 13    | 2     | 24    | 2     |
| Corinthians         | Total         | 36    | 2     | 6     | 0     | 3                  | 0                  | 13    | 2     | 58    | 4     |
| Betis               | 2015–16       | 30    | 1     | 3     | 0     | —                  | —                  | —     | —     | 33    | 1     |
| Betis               | 2016–17       | 11    | 0     | 0     | 0     | —                  | —                  | —     | —     | 11    | 0     |
| Betis               | Total         | 41    | 1     | 3     | 0     | 0                  | 0                  | 0     | 0     | 44    | 1     |
| São Paulo           | 2017          | 27    | 1     | 0     | 0     | —                  | —                  | —     | —     | 27    | 1     |
| São Paulo           | 2018          | 0     | 0     | 0     | 0     | 0                  | 0                  | 3     | 0     | 3     | 0     |
| São Paulo           | Total         | 27    | 1     | 0     | 0     | 0                  | 0                  | 3     | 0     | 30    | 1     |
| Total carrera       | Total carrera | 169   | 8     | 11    | 0     | 3                  | 0                  | 80    | 18    | 263   | 26    |